# (88611) Teharonhiawako
(88611) Teharonhiawako – planetoida podwójna z grupy obiektów transneptunowych typu cubewano.

## Odkrycie
Planetoida ta została odkryta 20 sierpnia 2001 roku w Obserwattorium Cerro Tololo w La Serena w Chile, w ramach programu Lowell Deep Ecliptic Survey. Przed nadaniem nazwy planetoida nosiła oznaczenie (88611) 2001 QT296. Nazwa planetoidy jest imieniem boga-stwórcy świata z mitologii Mohawków.

## Orbita
Orbita (88611) Teharonhiawako nachylona jest do płaszczyzny ekliptyki pod kątem 2,57°. Na jeden obieg wokół Słońca ciało to potrzebuje ok. 295 lat, krążąc w średniej odległości 44,29 j.a. od Słońca. Mimośród orbity tej planetoidy to 0,0225.

## Właściwości fizyczne
Teharonhiawako ma średnicę ok. 176 ± 20 km. Jego jasność absolutna to 5,6m. Okres obrotu tej planetoidy wokół własnej osi to 4,7526 lub 9,505 godziny. Albedo zaś zawiera się pomiędzy 0,09 a 0,14.

## Podwójność planetoidy
Na podstawie obserwacji z 11 i 12 października 2001 roku odkryto w pobliżu tej asteroidy naturalnego satelitę. Z racji zbliżonych rozmiarów obydwu składników układu można mówić tu o planetoidzie podwójnej. Odkrycia podwójności dokonali D.J. Osip i S.M. Burles za pomocą Baade Telescope w Obserwatorium Las Campanas w Chile. Obydwa składniki obiegają wspólny środek masy w czasie ok. 825 ± 3 dni. Mniejszy składnik - Sawiskera (tymczasowe oznaczenie S/2002 (88611) 1) – znajduje się w odległości ok. 27000 km od barycentrum i ma średnicę szacowaną na 122 ±12 km.